# Gesa Amfelde
Gesa Amfelde (* 4. September 1952 in Wegberg, Nordrhein-Westfalen; † 29. Januar 2004; bürgerlicher Name Gertrud Hofer) war eine deutsche Malerin, Zeichnerin und Lyrikerin.

## Leben
Nach ihrem Studium für das Lehramt an der RWTH Aachen arbeitete Gesa Amfelde als Lehrerin in Berlin. Ausgelöst durch das Studium der Kunstgeschichte an der TU Berlin, das sie neben ihrem Beruf aufnahm, wurde sie sich ihrer Bestimmung zur Künstlerin bewusst. Nach der Aufgabe ihrer Lehrtätigkeit lebte sie von 1979 bis 1980 in Paris, wo sie intensive Kontakte zur dortigen Kunstszene pflegte. 1980 übersiedelte sie nach Freiburg i. Br. und – nach ihrer Heirat 1981 – nach Kandern in Südbaden. Seit Anfang der 1990er Jahre an einer unheilbaren Krebserkrankung leidend, arbeitete sie unermüdlich bis zu ihrem Tod und schuf eine Vielzahl an eindrücklichen, von existenziellen Fragen angetriebenen Kunstwerken und lyrischen Texten.

## Werk
Die Begegnung mit der Pariser Kunst- und Galerienszene Anfang der 80er-Jahre, insbesondere die Erfahrung informeller Malerei, brachte Gesa Amfelde zur Ausarbeitung ihrer eigenen Formensprache. Es entstehen sogenannte „archäologisch archaische Ölbilder“ und zahlreiche Tusche- und Kreidezeichnungen.
Wichtig für die Ausarbeitung und Entwicklung ihrer formalen Möglichkeiten war der Kontakt und Austausch mit Kollegen, zum Beispiel die Begegnung mit dem international renommierten Keramiker Horst Kerstan Anfang der 1980er Jahre, die Aufnahme 1985 in den Künstlerkreis Lörrach 1985 und seit Mitte der 1990er Jahre die Freundschaft mit dem in Kandern lebenden Schweizer Bildhauer Jürgen Brodwolf.
Im Zentrum der künstlerischen Arbeit steht das gestische Zeichen, die Nähe der zeichnerischen bzw. malerischen Spur zur Schrift. Ob in äußerst filigranen Federzeichnungen oder zupackenden großformatigen Ölbildern, immer ist in Gesa Amfeldes Arbeiten ein gleichsam schriftlicher, oft an ostasiatische Kalligrafie erinnernder Zug erkennbar. Die Linie, die sich zum Zeichen konkretisiert, bildet das Basiselement ihrer Arbeit, dem sie eine universelle Bedeutung zumisst: „Die Bewegung aus einem Urzustand heraus, die Bewegung zu einem Urzustand hin ist das Element der Linie. Die Linie, das Zeichen, die Zeichenkonstellation sind Sammelpunkte meines Interesses. Das Zeichen schreibt sich in einen Raum, der sowohl Innen wie Außen ist.“ Mitte der 1990er-Jahre entwickelt sie eine Reihe von Arbeiten mit eigenen, abstrakten und unlesbaren Schriftzeichen, der sie den Namen „Skripturale Malerei“ gibt. In Auseinandersetzung mit ihrer Krankheit werden die Arbeiten immer deutlicher grundiert von einer  Beschäftigung mit Grundfragen des menschlichen Lebens. Auch in der Lyrik jener Zeit, die sich durch kühne poetische Bilder voller surrealer Wortfügungen und eine leise Ironie auszeichnen, umkreist Gesa Amfelde immer wieder das Thema des Menschen in den großen Zusammenhängen von Natur und Kosmos.

## Ausstellungen (Auswahl)

### Einzelausstellungen
- 1986 Galerie Waltraud Zimmermann, Breisach, D
- 1994 Galerie Waltraud Zimmermann, Breisach, D
- 1996 Galerie Waltraud Zimmermann, Breisach, D
- 1996 „Skripturale Malerei“, Galerie Robert Keller, Kandern, D
- 1997 Städtische Galerie Weil am Rhein, D
- 1999 Galerie Robert Keller, Kandern, D
- 2000 Galerie Fossati,  Kilchberg, CH

### Gruppenausstellungen
- 1985 Galerie Losch, Freiburg, D
- 1985 Grenzacher Schlößle, Grenzach-Wyhlen, D
- 1985–1995 Städtische Galerie Villa Aichele, Lörrach, D (Teilnahme an den Jahresausstellungen des Künstlerkreises Lörrach)
- 1986 Städtische Galerie, Sens, F
- 1988 Galerie Waltraud Zimmermann, Breisach, D
- 1995 Städtische Galerie Weil am Rhein, D
- 1996 „Ici et là / hier und dort“, Villa Aichele, Lörrach, D / CRAC Alsace, Altkirch, F
- 1996 „Menschesmensch“, Städtische Galerie Weil am Rhein, D
- 1998 „Künstlerinnen“, Förderkreis Bildende Kunst, Großherzogliches Palais, Badenweiler, D
- 1998 „Passage“, Galerie Fossati, Kilchberg, CH

## Lyrikbände
- Soviel Schulterton. Verlag Cordula Haux, Bielefeld 1986, ISBN 3-925471-02-6.
- Geflochtene Brise. Gedichte mit originalen Tuschezeichnungen, Edition Maldoror, Berlin 1998. DNB 954723422.

## Werke in öffentlichen Sammlungen
- Regierungspräsidium Freiburg
- Stadt Lörrach
- Land Baden-Württemberg
- Deutsche Bank, Lörrach
- Deutsche Bank, Mönchengladbach
- Deutscher Bundestag
- Burghof Lörrach